# Leucula sublucidaria
Leucula sublucidaria är en fjärilsart som beskrevs av Walker 1862. Leucula sublucidaria ingår i släktet Leucula och familjen mätare. Inga underarter finns listade i Catalogue of Life.